# Gerosa (Lombardei)

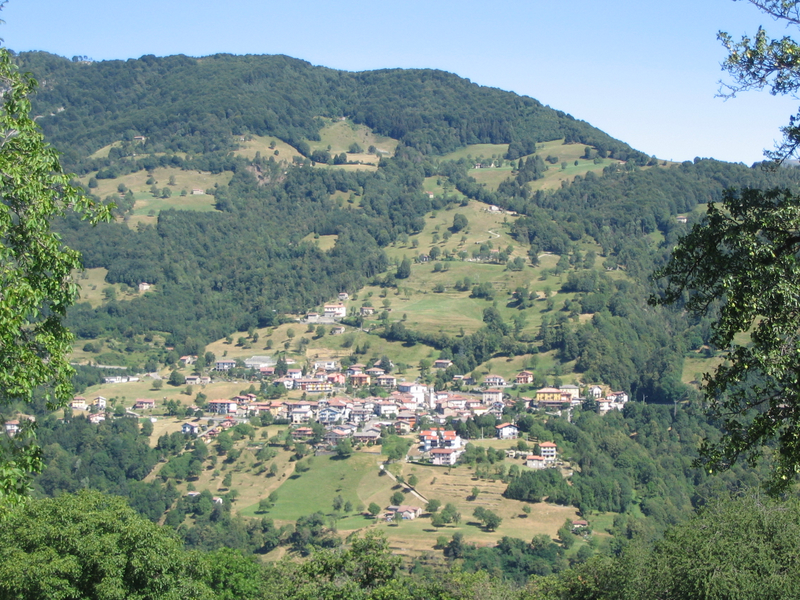
Gerosa (2007)

Gerosa ist ein Ort und war eine Gemeinde in der Provinz Bergamo in der italienischen Region Lombardei. Gerosa liegt auf 760 m. s. l. m. Gerosa gehört seit 2014 zur Gemeinde Val Brembilla.

## Geographie
Gerosa liegt 20 km nordwestlich der Provinzhauptstadt Bergamo und 50 km nordöstlich der Metropole Mailand.
Zu Gerosa gehörten die Fraktionen  Bura, Unizzi, Chignolo, Foppa Calda, Foppetta, Bologna, Mancassola, Musita, Canto del Ronco, Blello und Prato Aroldi.
Die Nachbargemeinden waren Blello, Brembilla, Corna Imagna, Fuipiano Valle Imagna, San Giovanni Bianco, San Pellegrino Terme und Taleggio.

## Geschichte
Gerosa schloss sich am 4. Februar 2014 mit der Gemeinde Brembilla zur neuen Gemeinde Val Brembilla zusammen. Die Gemeinde hatte am 31. Dezember 2013 374 Einwohner auf einer Fläche von 10 km².

## Sehenswürdigkeiten
- Die Pfarrkirche Santa Croce wurde im 18. Jahrhundert erbaut. Die Kirche steht anstelle einer früheren Kultstätte aus dem 15. Jahrhundert. Sie ist im Stile des Spätbarock gehalten.

- Die Kirche Assunzione di Maria stammt aus dem 14. Jahrhundert und wurde im romanischen Stil gebaut.

Koordinaten: 45° 51′ N, 9° 34′ O